# Gherontie Ciupe
Gherontie Ciupe (pe numele de mirean Gheorghe Ciupe; n. 1 iunie 1966, Huta, România) este un episcop ortodox român, membru al Sfântului Sinod al Bisericii Ortodoxe Române.

## Biografie
A urmat școala primară din localitatea Huta (1972-1976), școala Gimnazială din localitatea Strâmbu (1976-1980), liceul Agroindustrial din Beclean, Județ Bistrița-Năsăud (1980-1982), școala Profesională de Electrotehnică din Cluj Napoca (1982-1984). Din 3 iunie 1986 până la 30 octombrie 1987, a servit în armată.
Gherontie Ciupe a îndeplinit funcția de vicar administrativ eparhial al Episcopiei Devei și Hunedoarei. După vacantarea postului de arhiereu vicar al Episcopiei Devei și Hunedoarei în urma pensionării episcopului Daniil Stoenescu („Densușeanul”), Sinodul Mitropoliei Ardealului i-a propus drept candidați pe arhimandriții Gherontie Ciupe (vicarul administrativ eparhial) și Nifon Jorza (starețul Mănăstirii „Nașterea Maicii Domnului” din Crișan).
Arhimandritul Gherontie Ciupe a fost ales prin vot secret la 9 februarie 2023 în funcția de arhiereu vicar al Episcopiei Devei și Hunedoarei în ședința de lucru a Sfântului Sinod al Bisericii Ortodoxe Române, care a avut loc în Palatul Patriarhal. A fost hirotonit ca episcop în ziua de 19 februarie 2023 (Duminica Înfricoșătoarei Judecăți) în Catedrala Episcopală din Deva de către un sobor de 17 ierarhi în frunte cu Laurențiu Streza, arhiepiscopul Sibiului și mitropolitul Ardealului.